# Ferrocarrils de la Generalitat de Catalunya
Ferrocarrils de la Generalitat de Catalunya (FGC) (em catalão Ferrocarrils de la Generalitat de Catalunya) é uma empresa ferroviária de propriedade da Generalitat de Catalunya, que administra varias linhas ferroviárias na Catalunha. A empresa opera 140 km de via estreita (1.000 mm), 42 km de via estandar (1.435 mm) e 89 km de vía larga (padrão ibérico, 1.668 mm), trens de cremalheira e funicular.

## Linhas

### Serviços metropolitanos
| Linha | Percurso                                              |
|       | Barcelona-Plaça Catalunya - Sarrià                    |
|       | Barcelona-Plaça Catalunya - Avinguda Tibidabo         |
|       | Barcelona-Plaça Espanya - Molí Nou-Ciutat Cooperativa |
|       | Sarrià - Reina Elisenda                               |

### LinhaBarcelona - Vallès
| Linha | Percurso                                         |
|       | Barcelona-Plaça Catalunya – Terrassa-Rambla      |
|       | Barcelona-Plaça Catalunya – Sabadell-Rambla      |
|       | Barcelona-Plaça Catalunya – Sant Cugat           |
|       | Barcelona Plaça Catalunya – Universitat Autónoma |
|       | Barcelona-Plaça Catalunya – Rubí                 |

### LinhaLlobregat – Anoia
| Linha | Percurso                                        |
|       | Barcelona-Plaça Espanya – Can Ros               |
|       | Barcelona-Plaça Espanya – Olesa de Montserrat   |
|       | Barcelona-Plaça Espanya – Martorell Enllaç      |
|       | Barcelona-Plaça Espanya – Quatre Camins         |
|       | Barcelona-Plaça Espanya – Manresa               |
|       | Barcelona-Plaça Espanya – Igualada              |
|       | Barcelona-Plaça Espanya – Manresa (semi-direto) |
|       | Barcelona-Plaza España – Igualada (semi-direto) |

## História
A "FGC" foi criada em 1979, coincidindo com a restauração da democracia da Espanha, com o objetivo de reabilitar e modernizar os serviços ferroviários da região.

## Áreas de atuação
- Linhas de metro na area de Barcelona; linhas Metro del Vallés e Metro del Baix Llobregat.
- Linhas ferroviárias da montanha, com sistema de cremalheira, Tren cremallera de Montserrat e Tren cremallera del Valle de Nuria.
- Linhas de funiculares da região de Montserrat; Funicular de Sant Joany (1918) e Funicular de la Santa Cova (1929).